# Halistemma transliratum
Halistemma transliratum är en nässeldjursart som beskrevs av Grace Odel Pugh och Youngbluth 1988. Halistemma transliratum ingår i släktet Halistemma och familjen Agalmatidae. Inga underarter finns listade i Catalogue of Life.